# Мужская сборная Пуэрто-Рико по кёрлингу
Мужская сборная Пуэрто-Рико по кёрлингу — представляет Пуэрто-Рико на международных соревнованиях по кёрлингу. Управляющей организацией выступает Федерация кёрлинга Пуэрто-Рико (англ. Puerto Rican Curling Federation).

## Результаты выступлений

### Панконтинентальные чемпионаты
| Год     | Место          | И              | В              | П              | Состав (четвёртый/скип, третий, второй, первый, запасной, тренер; скипы выделены)                                          |
| ------- | -------------- | -------------- | -------------- | -------------- | --- |
| 2022—23 | не участвовали | не участвовали | не участвовали | не участвовали | не участвовали |
| 2024    | 15             | 10             | 3              | 7              | Jonathan Vargas (скип), Kyle Fisher, Israel Acosta, Jose Sepulveda, запасной: Emmanuel Pappaterra, тренер: Pierre Marziali |